# Ноћење са доручком
Ноћење са доручком, НД (енг. bed and breakfast, B&B) - врста хотелске услуге где се подразумева да ћете уз плаћено ноћење имати и доручак.

## У свету
У свету су то мали објекти за преноћиште који нуде преноћиште и доручак, а код нас су то углавном пансиони.
Често су то приватне породичне куће које имају између четири и једанаест соба. Неки објекти имају спаваће собе са приватним купатилом, а неки имају спаваће собе са купатилом које се дели са осталим гостима. Доручак се послужује у спаваћој соби, трпезарији или у кухињи домаћина. Често власници сами припремају доручак и чисте собе или унајме особе за чишћење и кување.

### Уједињено Краљевство
У Уједињеном Краљевству постоји око 25,000 пансиона. Постали су веома популарни због јефтиног смештаја за разлику од хотела. Налазе се у приморским градовима и у селима.

### Румунија
Док истражују околину Румуније посетиоци могу остати у пансионима (рум. pensiune) и да се упознају са културом и животом у руралном делу Румуније, поготово у Трансилванији где су пансиони веома популарни.

### Мађарска
У Мађарској су веома популарни пансиони (мађ. panzió) који су углавном мали породични хотели са интимним амбијентом и пријатном атмосфером.